# SN 2008R
SN 2008R – supernowa typu Ia odkryta 27 stycznia 2008 roku w galaktyce NGC 1200. W momencie odkrycia miała maksymalną jasność 15,50m.